# Bengt Forsberg (pianist)
Bengt Erik Forsberg, född 26 juli 1952 i Edsleskogs församling, Älvsborgs län, är en svensk pianist och organist.
Bengt Forsberg är son till kyrkoherde Sven Forsberg och Ingrid, född Bexell. Han är utbildad vid Musikhögskolan i Göteborg, där han tog organistexamen 1975 och solistdiplom i piano 1978. Han är känd bland annat för sitt samarbete med Anne Sofie von Otter, som han ackompanjerat i ett stort antal konserter och inspelningar. Han har också gjort många konserter och CD-inspelningar med cellisten Mats Lidström och violinisten Nils-Erik Sparf. Bengt Forsberg invaldes 1997 som ledamot av Kungliga Musikaliska Akademien.
2019 tilldelades han Medaljen för tonkonstens främjande.